# Сотель
Соте́ль (фр. Sautel) — коммуна во Франции, находится в регионе Юг — Пиренеи. Департамент коммуны — Арьеж. Входит в состав кантона Лавлане. Округ коммуны — Фуа.
Код INSEE коммуны — 09281.

## Население
Население коммуны на 2008 год составляло 123 человека.
| 1962 | 1968 | 1975 | 1982 | 1990 | 1999 | 2006 | 2008 |
| ---- | ---- | ---- | ---- | ---- | ---- | ---- | ---- |
| 58   | 82   | 85   | 92   | 105  | 99   | 113  | 123  |

## Экономика
В 2007 году среди 82 человек в трудоспособном возрасте (15—64 лет) 58 были экономически активными, 24 — неактивными (показатель активности — 70,7 %, в 1999 году было 60,3 %). Из 58 активных работали 46 человек (29 мужчин и 17 женщин), безработных было 12 (6 мужчин и 6 женщин). Среди 24 неактивных 5 человек были учениками или студентами, 13 — пенсионерами, 6 были неактивными по другим причинам.